# Karl Farkas
Karl Farkas (28. října 1893, Vídeň – 16. května 1971, tamtéž) byl rakouský herec a kabaretní umělec.

## Život
Na přání rodičů studoval práva, avšak volání divadla pro něj bylo silnější, a tak po absolvování Hudební a herecké akademie ve Vídni debutoval v Olomouci jako Carevič, ve hře Gabryely Zapolské.
Po hraní v Rakousku a na Moravě se vrátil v roce 1921 do Vídně, kde byl přijat Egonem Dornem, ředitelem kabaretu Simpl. Zde pracoval jako „Blitzdichter“ (německy bleskový básník; přezdívka: klíště) a vystupoval společně s Fritzem Grünbaumem v „Doppelconférence“, ve zvláštním druhu umění, které pochází z Budapešti.
Oženil se s Anny Hánovou v roce 1924. V roce 1938 byl však donucen k útěku do Brna, později do Paříže a nakonec až do New Yorku. Zde vystupoval pro ostatní exulanty.
V roce 1946 se vrátil do Vídně a od roku 1950 opět pracoval v kabaretu Simpl, nyní však v roli ředitele, ve které zůstal až do konce života.
Živil se také jako spisovatel a divadelní režisér, přispívaje programem Revue společně s Hugem Wienerem, který také napsal svoje „Doppelkonferenzen“.
Od roku 1957 vystupoval v pravidelných pořadech v rozhlasovém vysílání a později na rakouském televizním kanále ORF. Velmi populární byly jeho Bilance, tedy bilancování roku, měsíce apod.